# Yvon Rolando
Yvon Rolando (Kanada, Québec, Amos, 1952. január 31. –) profi jégkorongozó.

## Karrier
Komolyabb junior karrierjét a Québec Major Junior Hockey League-es Saint-Jérôme Alouettes kezdte 1969-ben. A bajnoki nagydöntőben kikaptak a Québec Rempartstól így nem jutottak be a Memorial-kupa döntőjébe. A következő szezonban három mérkőzés után átkerült a Rosemont Nationalba. Ez a csapat 1971–1972-től a Laval National nevet viselte. Ebben az évben szintén új csapatba került, a Drummondville Rangersbe. Az 1972-es NHL-amatőr drafton a New York Islanders választotta a 9. kör 129. helyén. A National Hockey League-ben sosem játszott. Felnőtt pályafutását az American Hockey League-ben a New Haven Nighthawks kezdte 1972 végén. 1973-ban a szintén AHL-es Baltimore Clippers játszott. A szezon végén visszavonult.